# Trigonodes cephise
Trigonodes cephise är en fjärilsart som beskrevs av Pieter Cramer 1779. Trigonodes cephise ingår i släktet Trigonodes och familjen nattflyn. Inga underarter finns listade i Catalogue of Life.

## Bildgalleri

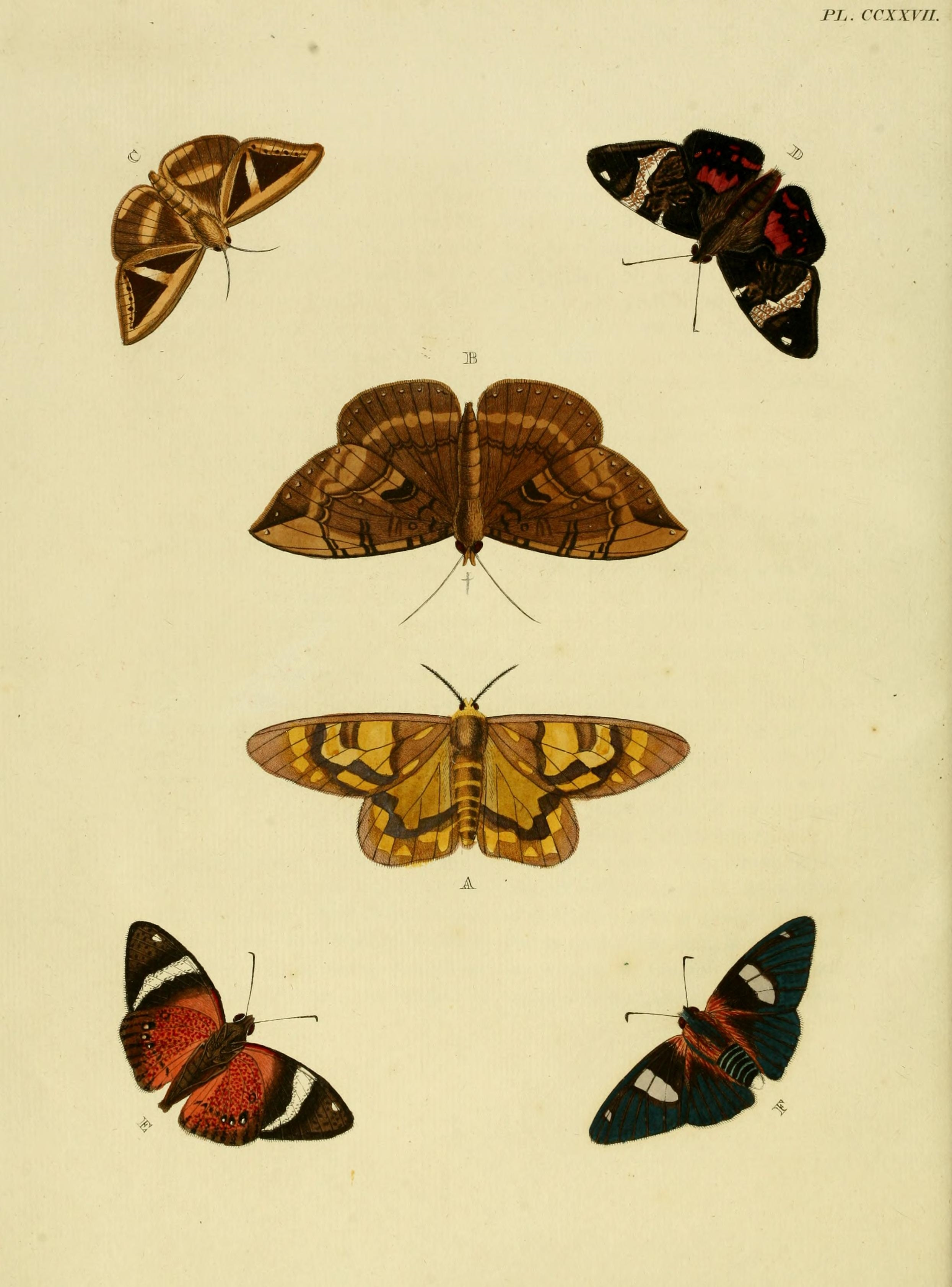